# Grand Prix Pino Cerami 1980
Il Grand Prix Pino Cerami 1980, diciassettesima edizione della corsa, si svolse il 10 aprile su un percorso con partenza e arrivo a Wasmuel. Fu vinto dall'olandese Joop Zoetemelk della Ti-Raleigh-Creda davanti al belga Paul Wellens e all'olandese Willy Maessen.

## Ordine d'arrivo (Top 10)
| Pos. | Corridore           | Squadra                     | Tempo    |
| ---- | ------------------- | --------------------------- | -------- |
| 1    | Joop Zoetemelk      | Ti-Raleigh-Creda            | 5h45'00" |
| 2    | Paul Wellens        | Ti-Raleigh-Creda            | a 2'35"  |
| 3    | Willy Maessen       | Cilo-Aufina                 | a 3'26"  |
| 4    | Jan Aling           | HB Alarmsystemen            | s.t.     |
| 5    | Johan van der Velde | Ti-Raleigh-Creda            | s.t.     |
| 6    | Franky De Gendt     | Ti-Raleigh-Creda            | s.t.     |
| 7    | Eric Thoelen        | Eurobouw-Cambio-Rino-Rossin | s.t.     |
| 8    | Peter Zijerveld     | HB Alarmsystemen            | a 3'35"  |
| 9    | Leo Van Thielen     | Eurobouw-Cambio-Rino-Rossin | a 7'05"  |
| 10   | Bert Pronk          | Ti-Raleigh-Creda            | s.t.     |